# Ranunculus polyanthemophyllus
Ranunculus polyanthemophyllus je druh rostliny z čeledi pryskyřníkovité (Ranunculaceae).

## Popis
Jedná se o vytrvalou rostlinu dorůstající nejčastěji výšky 50–100 cm. Lodyha je vzpřímená a chlupatá.  Listy jsou střídavé, přízemní jsou dlouze řapíkaté, lodyžní jsou s kratšími řapíky až přisedlé. Čepele přízemních listů jsou zpravidla hluboce trojsečná až pětisečná, úkrojky jsou úzké, nepravidelně zubaté. Lodyžní listy jsou podobné přízemním, všechny listy jsou oboustranně chlupaté. Květy jsou světle žluté, asi 2–3 cm v průměru, květní stopky jsou zřetelně podélně brázdité, nikoliv na průřezu oblé. Kališních lístků je 5, vně odstále chlupaté. Korunní lístky jsou světle žluté. Kvete v květnu až v červenci. Plodem je nažka, na vrcholu zakončená krátkým zobánkem, který je výrazně kruhovitě zakřivený. Nažky jsou uspořádány do souplodí.

## Rozšíření
Ranunculus polyanthemophyllus je evropský druh. Je znám z Alp a přilehlých oblastí.
V České republice dosud nebyl potvrzen, ale vyskytuje se v už sousedním Rakousku a Německu. Roste od kolliního do submontánního stupně. Nejčastěji ho najdeme v lesních lemech, na okrajích cest a semixerotermních trávnících.